# Episodi di Chicago Med (decima stagione)
La decima stagione della serie televisiva Chicago Med, composta da 22 episodi, viene trasmessa in prima visione assoluta negli Stati Uniti d'America da NBC dal 25 settembre 2024 al 21 maggio 2025.
In Italia la stagione viene trasmessa in prima visione da Sky Serie, divisa in due parti: la prima da 3 dicembre 2024 al 22 gennaio 2025, e la seconda dal 30 aprile al 30 luglio 2025. In chiaro viene trasmessa da Italia1 dal 16 luglio 2025.
| n° | Titolo originale              | Titolo italiano              | Prima TV USA      | Prima TV Italia  |
| -- | ----------------------------- | ---------------------------- | ----------------- | ---------------- |
| 1  | Sink or Swam                  | Annega o nuota               | 25 settembre 2024 | 3 dicembre 2024  |
| 2  | Bite Your Tongue              | Non parlare                  | 2 ottobre 2024    | 10 dicembre 2024 |
| 3  | Trust Fall                    | Fiducia tradita              | 9 ottobre 2024    | 17 dicembre 2024 |
| 4  | Blurred Lines                 | Linee sfocate                | 16 ottobre 2024   | 24 dicembre 2024 |
| 5  | Bad Habits                    | Cattive abitudini            | 23 ottobre 2024   | 1° gennaio 2025  |
| 6  | Forget Me Not                 | Non ti scordar di me         | 6 novembre 2024   | 8 gennaio 2025   |
| 7  | Family Matters                | La famiglia conta            | 13 novembre 2024  | 15 gennaio 2025  |
| 8  | Love Will Tear Us Apart       | L'amore ci separerà di nuovo | 20 novembre 2024  | 22 gennaio 2025  |
| 9  | No Love Lost                  | Nessun amore perduto         | 8 gennaio 2025    | 30 aprile 2025   |
| 10 | Broken Hearts                 | Cuori spezzati               | 22 gennaio 2025   | 7 maggio 2025    |
| 11 | In the Trenches: Part II      | Nelle trincee (2ª parte)     | 29 gennaio 2025   | 14 maggio 2025   |
| 12 | In the Wake                   | Nella scia                   | 5 febbraio 2025   | 21 maggio 2025   |
| 13 | Take a Look in the Mirror     | Guardati allo specchio       | 19 febbraio 2025  | 28 maggio 2025   |
| 14 | Acid Test                     | Prova del fuoco              | 26 febbraio 2025  | 4 giugno 2025    |
| 15 | Down in a Hole                | Giù in un buco               | 5 marzo 2025      | 11 giugno 2025   |
| 16 | Poster Child                  | Manifesto bambino            | 26 marzo 2025     | 18 giugno 2025   |
| 17 | The Book of Archer            | Il libro di Archer           | 2 aprile 2025     | 25 giugno 2025   |
| 18 | Together One Last Time        | Insieme per l'ultima volta   | 16 aprile 2025    | 2 luglio 2025    |
| 19 | The Stories We Tell Ourselves | Le storie che ci raccontiamo | 23 aprile 2025    | 9 luglio 2025    |
| 20 | The Invisible Hand            | Una mano invisibile          | 7 maggio 2025     | 16 luglio 2025   |
| 21 | Baby Mine...                  | Il mio bambino               | 14 maggio 2025    | 23 luglio 2025   |
| 22 | …Don’t you cry                | Non piangere                 | 21 maggio 2025    | 30 luglio 2025   |